# Ofcom
Office of Communications или Ofcom — британское агентство, регулирующее работу теле- и радио-компаний, а также почтовой службы.
Обладает широкими полномочиями, утвержденными государством. Согласно уставу, Ofcom представляет интересы граждан путем поощрения конкуренции вещателей и защиты населения от вредных или оскорбительных материалов.
Полномочия Ofcom включают: лицензирование вещателей, разработку правил и политики в области публичного вещания, разбор конфликтов вещателей, поддержку свободной конкуренции, а также защиту радиочастотного спектра от злоупотреблений (например от «пиратских» радиостанций).
Был создан в соответствии с «Законом об управлении коммуникациями» 2002 года и получил полномочия в соответствии с «Законом о связи» 2003 года.